# ووخنگ
ووخنگ (به لاتین: Wohyń) یک روستا در لهستان است که در گمینا ووخنگ واقع شده‌است. ووخنگ ۲٬۰۰۰ نفر جمعیت دارد.